# Fiammetta Cicogna
Fiammetta Cicogna (Milano, 17 maggio 1988) è una conduttrice televisiva, modella e attrice italiana.

## Biografia
Figlia di un produttore milanese di candele, cominciò a studiare pianoforte all'età di tre anni. Raggiunse la notorietà e la popolarità grazie a Gabriele Muccino che la selezionò per uno spot della TIM, nel quale interpretava il ruolo di una tastierista del giovane gruppo pop TBand, gruppo che in seguito ottenne un contratto con la casa discografica Sugar di Caterina Caselli: nel 2009 la band pubblicò, sull'onda del successo ottenuto con lo spot già citato, un singolo con la cover Con te partirò, a cui fece seguito il brano Sogni.
Il suo debutto in televisione risale al 25 luglio 2009 con la partecipazione ai Venice Music Awards su Rai 2 nel ruolo dell'inviata per i collegamenti dal backstage, quindi con la conduzione, insieme a Savino Zaba, dello spin-off Venice Music Awards Giovani. Nella stagione 2009-2010 ha partecipato, come pianista, al Chiambretti Night, programma in onda su Italia 1 dal settembre 2009 all'aprile 2010 in seconda serata. Nel novembre del 2009, periodo in cui posò per il servizio fotografico di copertina per la rivista Maxim, Fiammetta Cicogna risultava essere una studentessa di lettere moderne all'Università Cattolica del Sacro Cuore di Milano dopo avere abbandonato il corso di giurisprudenza.
Il 13 dicembre 2009 iniziò la conduzione in prima serata di Wild - Oltrenatura, programma di Italia 1; dal 2009 al 2013 sono state prodotte ben sei edizioni consecutive con la sua conduzione in solitaria: precisamente la prima andò in onda tra il dicembre 2009 e il gennaio 2010, la seconda nell'estate 2010, la terza dal novembre 2010, la quarta da gennaio 2011, la quinta dal gennaio 2012, la sesta dal gennaio 2013, più i vari special dal 2010 al 2013.
Nell'estate 2011 conduce, in prima serata, Tamarreide, docu-soap di Italia 1; nel 2013 conduce Tamarreide director's cut, spin-off di Tamarreide in onda su Italia 2 in prima serata. Dal giugno 2011 fino al gennaio 2014 conduce (insieme a Federico Russo) Takeshi's Castle su Cartoon Network e Boing. Alla fine del 2011 ha debuttato al cinema recitando in The Dove and the Serpent, un cortometraggio diretto da Brian Butler. Nel maggio 2012 (insieme ad Antonella Lo Coco) ha partecipato, come attrice e showgirl, al programma di Italia 1 Colorado - 'Sto classico. Nel settembre 2012 ha partecipato (con Beppe Braida e Niccolò Torielli) a Celebrity Games, reality show sportivo di Italia 1.
Nel dicembre 2012 è stata testimonial, insieme ad Alvin, per gli spot della campagna natalizia 2012 di Mediaset Premium. Nel marzo 2013 conduce la quarta edizione del Festival Cortinametraggio. Dopo aver condotto (insieme ad Alfonso Signorini) il Forever Together Summer Show (evento di moda prodotto da Calzedonia per Italia 1), nel maggio 2013 ha condotto (insieme a Federica Nargi e Paolo Ruffini) Colorado ... a rotazione! sempre su Italia 1. Nell'autunno 2013 ha partecipato, come attrice, alle riprese dei film Sapore di te (diretto da Carlo Vanzina) e Tutta colpa di Freud (diretto da Paolo Genovese) usciti al cinema nel gennaio 2014.
Nel marzo 2014 conduce la quinta edizione del Festival Cortinametraggio; poco dopo, nella settima edizione (in onda su Italia 1) di Wild - Oltrenatura (e quindi anche del relativo "special" di fine stagione) viene affiancata nella conduzione da Carlton Myers. Il tandem Cicogna-Myers viene confermato alla conduzione del programma di Italia 1 Wild - Oltrenatura anche per l'ottava edizione in onda dal gennaio 2015 fino all'estate dello stesso anno, con un indice di ascolto, tuttavia, non eccellente. Nel 2016 il programma non è stato riproposto.
Nel marzo 2017 annuncia di essersi ritirata dagli studi universitari a causa della difficoltà di coniugare lo studio con il lavoro. Torna sugli schermi nel 2019 con Made in Italy, serie distribuita su Prime Video di Amazon, dove interpreta il ruolo di una giovane redattrice di una rivista di moda.

### Vita privata
Nel 2014 inizia una relazione con l'imprenditore franco-svizzero Carl Hirschmann, nipote del fondatore della compagnia Jet Aviation: la coppia ha due gemelle, Gaia e Gioia, nate nel 2019. L'attrice annuncia la fine della relazione nel marzo 2023 a causa del tradimento di lui.

## Filmografia

### Cinema
- The Dove and the Serpent, regia di Brian Butler - cortometraggio (2011)
- Tutta colpa di Freud, regia di Paolo Genovese (2014)
- Sapore di te, regia di Carlo Vanzina (2014)
- On Air - Storia di un successo, regia di Davide Simon Mazzoli (2016)
- In vacanza su Marte, regia di Neri Parenti (2020)
- Il giorno più bello, regia di Andrea Zalone (2022)

### Televisione
- Sopravvivenza tra i fornelli – webserie (2011)
- Made in Italy – serie TV (2019)
- Doc - Nelle tue mani – serie TV, episodio 1x07 (2020)

## Televisione
- Venice Music Awards (Rai 2, 2009)
- Venice Music Awards Giovani (Rai 2, 2009)
- Chiambretti Night (Italia 1, 2009-2010)
- Wild - Oltrenatura (Italia 1, 2009-2015)
- Tamarreide (Italia 1, 2011)
- Takeshi's Castle (Boing, Cartoon Network, 2011-2014)
- 'Sto classico! (Italia 1, 2012) 3ª puntata
- Celebrity Games (Italia 1, 2012) Concorrente
- Forever Together Summer Show (Italia 1, 2013)
- Colorado (Italia 1, 2013) 4ª puntata
- Tamarreide Director's Cut (Italia 2, 2013)

## Pubblicità
- 2009 - TIM
- 2012 - Mediaset Premium